# 昆圖爾伊基尼亞山
13°49′30″S 70°55′11″W / 13.82500°S 70.91972°W
昆圖爾伊基尼亞山（Condoriquiña），是秘魯的山峰，位於該國東南部庫斯科大區，處於庫斯科東南面，屬於安第斯山脈中維爾卡潘帕山脈的一部分，海拔高度5,780米。